# Bačkov (Trebišov)
Bačkov es un municipio del distrito de Trebišov en la región de Košice, Eslovaquia, con una población estimada a final del año 2024 de 754 habitantes.
Se encuentra ubicado al este de la región, en la cuenca hidrográfica del río Ondava (afluente del río Bodrog que, a su vez, lo es del Tisza), y cerca de la frontera con la región de Prešov y Hungría.

## Demografía
| Año        | 1994 | 2004    | 2014    | 2024     |
| ---------- | ---- | ------- | ------- | -------- |
| Población  | 594  | 620     | 679     | 754      |
| Diferencia |      | +4,37 % | +9,51 % | +11,04 % |

| Año        | 2023 | 2024    |
| ---------- | ---- | ------- |
| Población  | 753  | 754     |
| Diferencia |      | +0,13 % |